# Pojkar ska inte gråta
Pojkar ska inte gråta från 1977 av Bengt Martin är första delen av i en självbiografisk trilogi. 1978 kom fortsättningen Bengt och kärleken och året därpå den avslutande delen Ljuva femtiotal.